# Корейський інститут астрономії та космічних наук
Корейський інститут астрономії та космічних наук (кор. 한국천문연구원, англ. Korea Astronomy and Space Science Institute, KASI) — державний науково-дослідний інститут з астрономії в Південній Кореї, заснований у 1974 році і розташований між містами Теджон і Седжонг. Інститут керує кількома обсерваторіями в Кореї та бере участь у міжнародних проєктах.

## Обсерваторії

### Радіоастрономічна обсерваторія Тедук
Радіоастрономічна обсерваторія Тедук (англ. Taeduk Radio Astronomy Observatory, TRAO) — радіообсерваторія, яка має радіотелескоп діаметром 14 метрів. Обсерваторія була заснована в 1986 році і підписала угоду про співпрацю з Міністерством науки і технологій Південної Кореї. Вона розташована у науковому містечку Тедук, що є частиною  міста Теджон.

### Собаксанська оптична астрономічна обсерваторія
Собаксанська оптична астрономічна обсерваторія (англ. Sobaeksan Optical Astronomy Observatory, SOAO) — обсерваторія в Таньяні в горах Собек. Вона була відкрита в 1978 році і оснащена 61-сантиметровим рефлектором.

### Бохюнсанська оптична астрономічна обсерваторія
Бохюнсанська оптична астрономічна обсерваторія (англ. Bohyunsan Optical Astronomy Observatory, BOAO) — це обсерваторія на горі Бохюн у Йонгчуні. Вона була заснована в 1996 році і має телескоп Річі-Кретьєна діаметром 1,8 метра.

### Корейська РНДБ-мережа
Корейська РНДБ-мережа (англ. Korean VLBI Network, KVN) — це радіообсерваторія, побудована між 2001 і 2008 роками, що складається з трьох радіотелескопів на відстанях від 300 до 500 км у Сеулі, Ульсані та Согвіпо (острів Чеджу), які працюють як радіоїнтерферометр. Радіотелескопи ідертичні і мають діаметр 21 метр. Спочатку вони могли проводити спостереження в діапазонах 2, 8, 22 і 43 ГГц, а з часом - також у діапазонах 86 і 129 ГГц. З’єднання з японським радіоінтерферометрjv VERA для збільшення довжини бази до понад 2000 кілометрів із відповідним покращенням кутової роздільної здатності було використано у 2014 році, наприклад, для дослідження метанолових мазерів.

### KMTNet
KMTNet — це мережа з трьох рефлекторних телескопів в обсерваторії Серро-Тололо, обсерваторії Сайдінг-Спрінг та Південно-Африканської астрономічної обсерваторії для забезпечення неперервного спостереження за певною ділянкою неба. Телескопи мають діаметр 1,6 м і оснащені ПЗЗ-камерою на 340 мегапікселів для спостереження за ділянкою неба розміром 2°x2°.

## Галерея
|                    |
| Штаб-квартира KASI |

|                    |
| Зал Седжонг у KASI |

|                                          |
| Східноазійський дослідницький центр РНДБ |

|                            |
| Купол радіотелескопа Тедук |

|                                            |
| 21-метровий радіотелескоп на острові Чеджу |